# Værøy
Værøy is een eiland en gemeente in de Noorse provincie Nordland.

## Ligging
Værøy ligt ten noorden van Røst, de gemeente met de meest zuidelijke eilanden  van de Lofotenarchipel. Een 400 m hoge bergrug loopt van noordoost naar zuidwest over het 18 km² grote eiland. Enkel de oostkust heeft vruchtbaar land. Vele onbewoonde eilandjes behoren tot de gemeente. Mosken is het grootste onbewoonde eiland dat deel uitmaakt van de gemeente Værøy.
|  |  |

## Bevolking
Sørland, het bestuurlijk centrum van het eiland, ligt rond een natuurlijke baai. Negentig procent van de bevolking leeft er. De gemeente telde 744 inwoners in januari 2017.
Driekwart van de bevolking leeft al dan niet rechtstreeks van de visserij. Zoals ook elders op Lofoten, heeft ook hier het toerisme de laatste jaren aan belang gewonnen.

## Vervoer en verkeer
- Er is een dagelijkse ferryverbinding door OVDS met Røst en Bodø. Tijdens de zomermaanden wordt ook Moskenes dagelijks aangedaan. Men kan bij deze overtocht de Maalstroom beleven. Tijdens de winter wordt de frequentie van de ferry naar 1 à 2 maal per week teruggebracht.
- In het noorden van het eiland is er een helihaven. In de zomer verzorgt Lufttransport dagelijks 1 à 2 vluchten naar Bodø. Eerder had het eiland een volwaardig vliegveld, maar dat is sinds 1990 gesloten. Het wordt nog wel incidenteel gebruikt door sportvliegers.

## Bezienswaardigheden
- In het noorden van het eiland treft men begraafplaatsen aan die dateren uit de oertijd en de Vikingtijd. Ook kan men er op de rotsen de sporen zien van tijden waarin het zeeniveau 6 tot 40 meter hoger was dan nu.
- Op het zuidelijke schiereiland Måstad leefden tot kort na de Tweede Wereldoorlog een honderdvijftigtal mensen, die naast vis ook papegaaiduikers vingen. De vogelklippen zijn nog steeds een toeristische trekpleister.
- De kerk van Værøy is de oudste van de Lofoten. Ze werd in 1799 in Kabelvåg afgebroken en hier terug opgetrokken.
- Op het onbewoonde eilandje Skarven, ten noordwesten van Mosken, kan men nog kuilen zien waarin de eilanders zich verstopten om met blote handen de zeearenden te verschalken, in een tijd dat er nog veel waren.

Alstahaug · Andøy · Beiarn · Bindal · Bø · Bodø · Brønnøy · Dønna · Evenes · Fauske · Flakstad · Gildeskål · Grane · Hadsel · Hamarøy · Hattfjelldal · Hemnes · Herøy · Leirfjord · Lødingen · Lurøy · Meløy · Moskenes · Narvik · Nesna · Øksnes · Rana · Rødøy · Røst · Saltdal · Sømna · Sørfold · Sortland · Steigen · Træna · Værøy · Vågan · Vefsn · Vega · Vestvågøy · Vevelstad

Fylker van Noorwegen